# Wilf Crompton
Wilfred Crompton (1 tháng 4 năm 1908 – 1971) là một cầu thủ bóng đá người Anh thi đấu ở vị trí tiền đạo. Ông thi đấu ở Football League với Blackburn Rovers, Burnley, Gillingham và Luton Town.